# Zion (Illinois)
Zion é uma cidade localizada no estado americano de Illinois, no Condado de Lake.
A cidade surgiu da experiência utópica do pregador John Alexander Dowie em 1896.

## Demografia
Segundo o censo americano de 2000, a sua população era de 22.866 habitantes.
Em 2006, foi estimada uma população de 24.895, um aumento de 2029 (8.9%).

## Geografia
De acordo com o United States Census Bureau tem uma área de
21,2 km², dos quais 21,2 km² cobertos por terra e 0,0 km² cobertos por água. Zion localiza-se a aproximadamente 213 m acima do nível do mar.

## Localidades na vizinhança
O diagrama seguinte representa as localidades num raio de 12 km ao redor de Zion.

## Cidadãos ilustres
Gary Coleman, ator que interpretou o personagem Arnold no seriado Diff'rent Strokes (Minha Família é uma Bagunça na Nickelodeon e Arnold no SBT.